# Thunee
Thunee, nach dem Tamilischen Wort für Wasser, ist ein in Südafrika bekanntes Kartenspiel, das aus Durban, Südafrika stammt. Es wurde von indischen Lohnarbeitern erfunden, die nach Südafrika kamen, um in den Zuckerrohrfeldern zu arbeiten. Es wird angenommen, dass es Variationen des Spiels in Indien und Mauritius gibt.
Das Spiel ist hauptsächlich auf die ehemaligen indischen Townships beschränkt, in denen es als Familienspiel und bei Fundraising-Turnieren sehr beliebt ist. In gewissem Maße hat es sich jedoch auch auf andere Südafrikaner und auf Inder in anderen Ländern ausgeweitet.
Das Spiel Euchre ist sehr eng verwandt.
Die erste Thunee-Weltmeisterschaft fand 2003 in Pietermaritzburg statt.
Das Spiel ist Teil der Bézique-Familie, die Sechsundfünfzig umfasst, und den viel älteren Kartenspielen der Familie Jass, die deutschen Ursprungs sind.

## Spielablauf
| Rangfolge | J  | 9  | A  | 10 | K | Q |
| --------- | -- | -- | -- | -- | - | - |
| Wert      | 30 | 20 | 11 | 10 | 3 | 2 |

Thunee ist am besten für vier Spieler geeignet, die in feste Zweierteams geteilt werden. Die Mitspieler sitzen jeweils über Kreuz. Es kann jedoch auch von 2 (gegeneinander) oder 6 Personen (2 Teams mit je 3 Spielern) gespielt werden. Es wird mit 24 Karten gespielt. Die Sechsen, die als „Ballkarten“ bezeichnet werden, werden verwendet, um die Punkte (Bälle) zu zählen. Die sehr originelle Rangfolge der Karten und die Kartenpunktwerte sind in der Tabelle aufgeführt.
Teams punkten bei den gewonnenen Stichen über die Karten; Kartenpunkte können auch vor und während des Spiels durch Ausrufe gewonnen oder verloren werden. Das Team, das den letzten Stich verliert, muss dem Team, das ihn gewinnt, 10 Punkte abgeben. Die Gesamtzahl der Kartenpunkte im Deck ist 304.

### Austeilen und wählen der Trumpffarbe
Der erste Dealer wird auf bequeme Weise ausgewählt. Zum Beispiel können Karten offen aus dem gemischten Stapel ausgeteilt werden, eine Karte an jeden Spieler der Reihe nach, bis jemand einen schwarzen Buben erhält: Dieser Spieler wird der erste Dealer. Derselbe Spieler bleibt so lange Dealer, wie sein Team in Punkten (Bällen) zurückliegt. Sobald die zurückliegende Mannschaft ausgleicht oder in Führung geht, rotiert die Funktion des Dealers nach rechts.
Der Dealer bietet dem Spieler links von ihm an, den Kartenstapel abzuheben. Dies kann geschehen, in dem der Dealer den Stapel dem anderen Spieler in die Hand drückt oder auf den Tisch legt. Werden die Karten übergeben, muss nicht zwingend abgehoben werden. Wird der Stapel jedoch über den Tisch übergeben, muss der Stapel auf dem Tisch abgehoben werden.
Nach dem eventuellen Abheben teilt der Dealer zunächst vier Karten an jeden Spieler aus, beginnend mit dem Spieler rechts von ihm.
Der Spieler rechts vom Dealer wählt die Farbe, die Trumpf ist, es sei denn, ein anderer Spieler „erkauft“ sich das Recht, Trumpf zu bestimmen. Trumpf wird normalerweise gewählt, indem man eine Karte der gewünschten Farbe mit dem Bild nach unten auf den Tisch legt. Wenn der Spieler rechts vom Dealer jedoch keine Wahl aufgrund seiner ersten vier Karten treffen möchte, zum Beispiel weil er eine Karte jeder Farbe hat, besteht die Möglichkeit, stattdessen die „letzte Karte“ als Trumpf zu wählen. In diesem Fall teilt der Dealer die restlichen Karten aus, und die letzte Karte, die dieser Spieler erhält, bestimmt die Trumpffarbe.
Nachdem der Spieler rechts vom Dealer eine Karte verdeckt oder die letzte Karte als Trumpf deklariert hat, ist es dem austeilenden Team möglich, die Wahl des Trumpfes durch Gebote von Punkten zu „erkaufen“. Das Gebot beginnt bei 10 Punkten. Möchte das gegnerische Team den Trumpf wählen, können sie das Gebot um 10 Punkte erhöhen. Dies ist so lange möglich, bis 100 Punkte erreicht sind, das letzte mögliche Gebot beträgt 104 Punkte. Der Spieler, der das letzte und höchste Gebot abgibt, erhält das Recht, die Trumpffarbe zu bestimmen.
Um eine Runde zu gewinnen, benötigt das nicht Trump bestimmende Team 105 Kartenpunkte. Sollte der Trumpf durch Gebote „erkauft“ worden sein, verringert sich dies um das jeweilige Gebot.
Wenn zum Beispiel ein Spieler 40 Punkte bietet, hat das gegnerische Team bereits 40 Kartenpunkte und benötigt somit noch 65 aus den Stichen.

### Ausrufe vor dem ersten Stich
- Thunee: Der Spieler, der Thunee ausruft, muss alle Stiche selbst machen, die erste gespielte Karte wird hierbei zum Trumpf. Sollte der Spieler, der „Thunee“ ausgerufen hat, einen Stich an das gegnerische Team oder seinen Partner (der „Partner-Catch“ genannt wird) verlieren, bekommt das gegnerische Team 4 bzw. 8 Bälle. Ein Spieler kann „Thunee“ nicht rufen, wenn er alleine alle 6 Trumpfkarten hält, dies schafft eine trumpflose Situation des gegnerischen Teams und der Spieler kann „4 balled“ werden.
- Blind Thunee: Der Spieler, der „Blind Thunee“ ausruft, muss dies machen, bevor die restlichen 2 Karten ausgeteilt wurden. Nachdem die restlichen 2 Karten ausgeteilt worden sind, können alle Spieler sie sehen, außer dem Spieler, der ausruft. Dieser Spieler muss die ersten 4 Stiche gewinnen, wobei die erste Karte in diesem Spiel zum Trumpf wird. Danach kann der Spieler die verbleibenden 2 Karten sehen und die folgenden 2 Stiche machen. Sollte der ausrufende Spieler keinen Stich an die Gegner oder seinen Partner abgeben, dürfen 6 Bälle aufgedeckt werden. „Blind Thunee“ auszurufen, dient oft als letztes Mittel, um ein großes Defizit an Bällen auszugleichen.
- Royals: In diesem Fall werden die Wertigkeiten der Karten vertauscht, wobei Q die höchste und J die niedrigste Karte wird. Der Spieler, der „Royals“ ausruft, muss alle Stiche machen, wobei die erste Karte in diesem Spiel zum Trumpf wird. „Royals“ auszurufen, ist eine Möglichkeit in Thunee, um ein ungünstiges Blatt günstig zu machen. Gewinnt der Spieler seinen Ausruf, erhält sein Team 4 Bälle, verliert er, erhält das gegnerische Team 4.
- Blind Royals: Dieser Ausruf funktioniert genauso, wie der Ausruf „Blind Thunee“, nur dass wie beim zuvor genannten Royals-Ausruf, die Wertigkeiten der Karten getauscht werden.

### Das Spiel
Wenn niemand „Thunee“ ausruft, beginnt der Spieler rechts von dem Spieler, der die Trumpffarbe bestimmt hat, den ersten Stich. Ein Stich darf mit einer beliebigen Karte begonnen werden. Die Trumpffarbe ist dem anfangenden Spieler zu diesem Zeitpunkt nicht bekannt. Unmittelbar nach dem Legen der ersten Karte wird die Karte, die die Trumpffarbe bestimmt, aufgedeckt, so dass alle Spieler wissen, welche Farbe Trumpf ist.
Bei einem Stich müssen alle Spieler folgen, wenn es ihnen möglich ist. Ein Spieler, der keine Karte der geführten Farbe hat, darf jede Karte spielen. Wenn einer oder mehrere Trümpfe gespielt werden, gewinnt der höchste Trumpf den Stich; Ein Stich ohne Trumpf wird durch die höchste Karte der zuerst gespielten Farbe gewonnen. Der Gewinner eines jeden Stichs führt den nächsten Stich an.
Wird ein Stich mit einer Karte begonnen, die nicht Trumpf ist, und im Laufe des Stichs wird eine Trumpfkarte gelegt, darf keine niedrigere Trumpfkarte abgelegt werden. Es ist nur erlaubt, wenn man der Farbe nicht folgen kann, eine höhere Trumpfkarte zu spielen oder eine beliebige Karte der restlichen Farben abzulegen.
Stellt sich während des Spiels heraus, dass die Mannschaft, die nicht die Trumpffarbe bestimmt hat, keinen Trumpf hat, wird das aktuelle Spiel abgebrochen und der Dealer teilt neu aus. Dies gilt auch bei einem Thunee-Ausruf.

### Ausrufe während des Spiels

#### Jodie/Jorie/Chorie
Wenn ein Spieler den König und die Königin einer Farbe oder den König, die Dame und den Buben hält, wird dies als Jodie (Jorie oder Chorie) bezeichnet und kann zu bestimmten Zeiten während des Spiels für zusätzliche Kartenpunkte ausgerufen werden. Der Wert des Jodies hängt davon ab, ob die Farbe der Karten Trumpf ist:
| Wertigkeiten der Jodhi-Ausrufe | Wertigkeiten der Jodhi-Ausrufe | Wertigkeiten der Jodhi-Ausrufe |
|                                | kein Trumpf                    | Trumpf                         |
| ------------------------------ | ------------------------------ | ------------------------------ |
| K, Q                           | 20                             | 40                             |
| K, Q, J                        | 30                             | 50                             |

Die Zeitpunkte, zu denen der Spieler einen Jodie ausrufen darf, sind unmittelbar nach dem ersten oder dritten gewonnenen Stich seines Teams. Hält ein Spieler mehrere Jodies in der Hand, kann er diese zu diesen Zeitpunkten alle ausrufen. Der Ausrufer eines 20er Jodies kann zudem auch die Farbe benennen.
Am Ende des Spiels wird der Wert aller ausgerufenen Jodies in Kartenpunkten an das Team ausgezahlt, das die Jodies ausgerufen hat. Daher wird das zählende Team den Wert jedes von seinem Team ausgerufenen Jodies addieren und jedes vom Trumpf bestimmenden Team ausgerufene Jodie subtrahieren.

#### Doppel (double)
Der Ausruf eines Doppels ist eine Behauptung, dass das Team des Ausrufers alle sechs Tricks gewinnt und der Ausrufer den letzten Stich gewinnt. Ein Doppel wird ausgerufen, bevor der Ausrufer die Karte zum letzten Stich spielt.
Meistens wird ein Doppel von einem Mitglied der Trumpf bestimmenden Mannschaft ausgerufen, normalerweise vom Gewinner des fünften Stichs, bevor er die Karte zu Beginn des sechsten Stich spielt. Es ist jedoch auch möglich, dass ein Mitglied der Zählmannschaft ein Doppel ausruft, wenn sie alle Tricks gewinnen kann. In dem seltenen Fall, dass ein Mitglied der Zählmannschaft ein Doppel gegen eine Mannschaft ausruft, die 10 oder mehr für Trumpf geboten hat, wird dies als „Rückwärtsdoppel“ bezeichnet.

#### Khanaak/Kunuck
Dieser Ausruf, der manchmal auch als „Khanuck“ buchstabiert wird, ist im Wesentlichen eine Behauptung, dass der letzte Ball(Kartenpunkt) des Gegners kleiner als Null ist. Damit ein Khanaak-Ruf erfolgreich ist, müssen die Gegner mindestens einen Stich gewinnen und der Khanaak-Ausrufer muss den letzten Stich gewinnen. Ein Aufruf von „Khanaak“ durch ein Mitglied der Trumpf bestimmenden Mannschaft gelingt also, wenn das ausrufende Team mindestens einen Stich verliert, der Ausrufer den letzten Stich gewinnt und der Wert der Jodies des rufenden Teams zuzüglich der 10 für den letzten Stich größer als der Wert der tatsächlichen Karten ist, die von der anderen Mannschaft gewonnen wurden, plus den Betrag, der aufgerufen wurde, um Trumpf und alle Jodie-Aufrufe durch die Gegner zu machen. Khanaak wird kurz bevor der Ausrufer zum letzten Stich anspielt, aufgerufen.
Angenommen, ein Team hat 20 ausgerufen, um Trumpf bestimmen zu dürfen, und hat 50 Jodie ausgerufen. Wenn das Trumpf bestimmende Team den letzten Stich gewinnt, beginnt das Zählteam mit 40 (+ 20 - 50 - 10), so dass ein "khanaak" -Ausruf bedeutet, dass die Karten in ihren Stichen weniger als 40 Punkte wert sind. Hätte das zählende Team zusätzlich eine 20er Jodie genannt, wäre der Khanak nur dann erfolgreich, wenn seine Tricks weniger als 20 Punkte enthielten.

### Punkte
Wenn das Spiel beendet ist und es keinen Ausruf von Thunee, Double oder Khanaak gegeben hat, addieren die Gegner des Trumpf bestimmenden Teams die Werte aller Karten in ihren Stichen. Dieses Team ist bekannt als das Zählteam und benötigt 105 Kartenpunkte, um das Spiel zu gewinnen.
Bevor die Zählung beginnt, müssen die Verlierer des letzten Stichs dem Team, das den letzten Stich gewonnen hat, 10 zusätzliche Kartenpunkte geben. Dies kann auch geschehen, indem der Verlierer des letzten Stichs den Gewinnern physisch eine Karte (oder Karten) im Wert von 10 Punkten gibt, es ist jedoch einfacher, diese 10 Punkte nur in der Zählung zu berücksichtigen. Hat also das Zählteam den letzten Stich verloren, zählen sie ab minus 10 und benötigen 115 Punkte in Karten, um zu gewinnen, während sie, wenn sie den letzten Stich gewonnen haben, ab 10 zählen und somit nur 95 Punkte aus den Stichen benötigen.
Wenn ein Spieler vor dem Zählen ausruft, um Trumpf zu machen, muss der Betrag des Ausrufs vor dem Zählen der Karten an das zählende Team gezahlt werden, und alle aufgerufenen Jodies müssen bezahlt werden. Wenn zum Beispiel der Ausruf 30 war, aber die Trumpf-Bestimmer 40 Jodie ausriefen und den letzten Stich gewannen, wird das Zählteam 30 vom Ausruf gewinnen, aber 10 für den letzten Trick und 40 für die Jodies verlieren. Sie werden ab −20 zählen und benötigen 125 Punkte in Karten, um zu gewinnen.
In einem normalen Spiel zeichnet das Siegerteam seinen Spielstand auf, indem es die Bälle wie folgt öffnet (wobei zusätzliche Zeichen auf den Ballkarten aufgedeckt werden):
|                        | Trumpfbestimmer gewinnen | Zählteam gewinnt |
| ---------------------- | ------------------------ | ---------------- |
| Kein Ausruf für Trumpf | 1 Ball                   | 1 Ball           |
| Ausruf für Trumpf      | 1 Ball                   | 2 Bälle          |

Wenn ein Ausruf von Thunee, Double oder Khanaak erfolgreich war, öffnet das ausrufende Team Bälle wie in der Tabelle unten gezeigt. Wenn er scheitert, öffnen die Gegner des Ausrufers einige Bälle. Ein „Partner-Catch“ tritt ein, wenn ein Ausruf aufgrund eines vom Partner des Ausrufers gewonnenen Stichs fehlschlägt. In einem Double oder Khanaak tritt ein Partner-Catch auf, wenn der Partner des Ausrufers den letzten Trick gewinnt, was nur passieren kann, wenn der Ausrufer sich nicht erinnert, dass eine höhere Karte im Spiel ist.
|                 | gewonnener Ausruf | verlorener Ausruf | Partner-Catch |
| Thunee          | 4                 | 4                 | 8             |
| Doppel          | 2                 | 4                 | 4             |
| Rückwärtsdoppel | 4                 | 4                 | 4             |
| Khanaak         | 3                 | 4                 | 4             |
| --------------- | ----------------- | ----------------- | ------------- |

Ein Team, das 12 oder mehr Bälle öffnet, gewinnt das Spiel.
Ein Team, das genau 11 Bälle offen hat, sitzt im so genannten „Eckhaus“. Ein Team im Eckhaus darf Double nicht ausrufen und in der Tat wäre es sinnlos, weil nur ein Ball zum Gewinnen benötigt wird. Wenn ein Spieler, dessen Team sich im Eckhaus befindet, versehentlich Double ausruft, öffnen die Gegner 4 Bälle und es gibt keinen anderen Punktwert für den Deal.
Allerdings darf ein Spieler, dessen Team sich im Eckhaus befindet, Thunee oder Khanaak ausrufen.

### Strafen
Die Standardstrafe, wenn die Regeln gebrochen werden, ist, dass die Gegner des „Schummlers“ vier Bälle öffnen, und es gibt kein anderes Ergebnis für den Deal. Wenn die 4 Bälle nicht ausreichen, um das Spiel des Gegners zu gewinnen, werden die Karten gemischt und es gibt einen neuen Deal. Die 4-Ball-Strafe gilt zum Beispiel in den folgenden Fällen.
- Ein Spieler folgt nicht, obwohl er eine Karte der geführten Farbe hält. Dies wird als „Farbschneiden“ bezeichnet.
- Ein Spieler spielt eine Karte außer der Reihe.
- Partner kommunizieren illegal durch Sprechen oder Gebärdensprache.
- Jodie wird von einem Spieler ausgerufen, der nicht die erforderlichen Karten hat.

Natürlich ist es Sache der Spielgruppe, wie streng diese Strafen durchgesetzt werden. In einem Freundschaftsspiel können gelegentlich zufällige Fehler vergeben werden.
Ein Mitglied jeder Mannschaft ist für die Ballkarten dieser Mannschaft verantwortlich und muss die korrekte Anzahl an Bällen öffnen, um die neue Punktzahl anzuzeigen, bevor die Karten für die nächste Runde ausgeteilt werden. Wenn dieser Spieler vergisst, die Bälle zu öffnen, auf die die Mannschaft Anspruch hat, bevor die Karten für das nächste Spiel ausgegeben werden, verfallen diese Punkte. Nach strengen Regeln darf das andere Mitglied des Teams den Partner nicht daran erinnern, offene Ballkarten zu öffnen, und die Strafe hierfür beträgt 4 Bälle für die Gegner.
Wenn ein Jodie-Ruf zum falschen Zeitpunkt erfolgt, also nicht nach dem ersten oder dritten Stich, den die Mannschaft gewonnen hat, können die Gegner „Marials“ rufen, und Jodie kann nicht in diesem Deal ausgerufen werden.

### Variationen
Wie bei den meisten traditionellen Spielen, variieren die Regeln von Thunee von Ort zu Ort und es gibt keinen allgemein akzeptierten Standard. Hier sind einige der Varianten, die existieren:

#### Rotation des Dealers
Wenn das Dealer-Team verliert, behält der Dealer seine Aufgabe, wenn jedoch das Team des Dealers die Runde gewinnt, wandert die Aufgabe des Dealers nach rechts. Dies ist unabhängig von den Punktzahlen der Teams.

#### Neuverteilung
Wenn die ersten vier Karten, die dem Spieler zur Rechten des Dealers ausgeteilt wurden, insgesamt 10 Punkte oder weniger wert sind, dann hat der Spieler das Recht, die Karten weg zu werfen und eine Neuausteilung zu verlangen.

#### Bestimmen des Trumpfes
Wenn beide Teammitglieder gleichzeitig ausrufen, wird keine zusätzliche 10 hinzugefügt. Sollten zum Beispiel beide Mitglieder des Geberteams „10“ rufen, zählt der Aufruf als 10, nicht als 20. Die Gegner bestimmen danach jedoch, welcher von den beiden Ausrufern den Trumpf wählen darf.

#### Thunee-Partner-Catch
Wenn ein Thunee-Ausruf verloren wird, weil der Partner des Ausrufers einen Stich gewinnt, öffnen die Gegner nur 6 Bälle. Oder der Gegner öffnet vier Bälle bei einem Partner-Catch.

#### Khanaak
Für diesen Ausruf gibt es verschiedene Interpretationen.
Eine ist, das Trumpf-Gebot nicht mitgezählt wird, also müssen die Gegner des Khanaak-Aufrufers weniger Kartenpunkte haben als der Jodie des Ausrufers plus 10 für den letzten Stich, abzüglich ihrer eigenen Jodies.
Oder weder das Trumpf-Gebot noch das Jodie des Gegners des Khanaak-Ausrufers wird gezählt, so dass die Kartenpunktbedingung für den Erfolg des Khanaaks einfach darin besteht, dass der Gesamtwert der vom Gegner des Ausrufers gewonnenen Karten geringer ist als der Jodie des Khanaak-Ausrufers plus 10.

#### 13-Punkte-Spiel
Eine weitere Variation ist, nach einem Khanaak-Ausruf die benötigte Anzahl an Bällen für den Sieg auf 13 zu erhöhen.
Ein Gewinn von 13 Bällen wird durch Schließen der beiden Ballkarten dargestellt.
Zudem gibt es eine Spielvariante, bei der immer bis 13 Bälle gespielt wird, egal ob Khanaak ausgerufen wurde oder nicht. In einem Spiel mit 13 Punkten beträgt das Eckhaus 12 statt 11 Punkte.

#### Zwei Punkte Vorsprung (two to clear)
Es besteht die Möglichkeit, in einem 12-Punkte-Spiel bei einem Spielstand von 11-11 oder in einem 13-Punkte-Spiel von 12-12, dass ein Team einen Vorsprung von mindestens zwei Bällen über den Gegner erzielen muss, um das Spiel zu gewinnen. Beide Mannschaften schließen ihre Ballkarten wie zu Beginn des Spiels und beginnen erneut mit Null. Das Spiel endet, sobald eine Mannschaft zwei oder mehr Bälle führt. Es ist jedoch zu beachten, dass es möglich ist, diese Situation zu umgehen. Sollte der Spielstand bei 11-8 stehen und das Team mit 8 Punkten 4 Punkte für ein Thunee bekommen, gewinnt dieses Team.
In dieser Variante sind Aufrufe von Double oder Khanaak erlaubt, um eine Zwei-Ball-Führung zu erreichen.
Einige spielen „Two to Clear“ nur, wenn es ein 13-Punkte-Spiel (Khanaak) ist.